# Berta Quintremán
Berta Quintremán Calpán, née à Alto Biobío dans la Région du Bío-Bío le 20 juillet 1937, est une activiste pehuenche de la communauté de Ralco Lepoy dans la commune d'Alto Biobío, au Chili.
Quintremán s'est fait connaître dans les années 1990, conjointement à sa sœur, Nicolasa Quintremán, acquérant une notoriété sur le plan national et international dans le cadre des mobilisations pehuenches contre la construction de la Centrale hydroélectrique Ralco dans la commune d'Alto Biobío. Ses efforts lui ont valu de figurer en tant que protagoniste principale de deux films documentaires retraçant la lutte des Pehuenches de Ralco contre l'inondation de leurs terres ancestrales.

## Biographie
Fille de Segundo Quintremán, Berta est née le 20 juillet 1937 dans l'Alto Biobío, dans la Région du Bío-Bío, au Chili. Elle a vécu la majeure partie de sa vie dans la localité de Ralco Lepoy.
Dans les années 1990, avec l'organisation Mapu Zomoche Newen (en français, Femmes avec la force de la terre), elle a contribué à différentes actions visant à empêcher la construction de la Centrale hydroélectrique Ralco, assistant à des réunions avec des autorités régionales et nationales et clamant la reconnaissance de sa culture. C'est ainsi qu'en 1997, les sœurs Quintremán ont remis au président chilien Eduardo Frei Ruiz-Tagle une lettre exprimant le profond désaccord des communautés pehuenches vis-à-vis du projet de développement hydroélectrique.

## Vie personnelle
Berta est la protagoniste principale de deux films documentaires. Berta et Nicolasa, les sœurs Quintremán (2002), dirigé par Alejandra Toro, explore la vie des deux femmes, en montrant des aspects de leurs croyances, de leurs coutumes, de leurs familles et leur participation au collectif Mapu Zomoche Newen. Le voile de Berta (2004) se focalise plus spécifiquement sur la figure de Berta et sa mobilisation à la suite des négociations ratées et des protestations contre l'entreprise multinationale Endesa.
En 2000, les sœurs Quintremán reçoivent en Allemagne le prix Petra Kelly pour leur engagement dans la lutte non-violente contre la construction de méga-barrages.

## Mort de Nicolasa Quintremán
Le 24 décembre 2013, le corps sans vie de Nicolasa Quintremán a été retrouvé flottant dans les eaux du lac artificiel créé par la mise en fonctionnement du barrage de Ralco,. Elle était sortie de chez elle dans l'après-midi de la veille, moment à partir duquel on a perdu sa trace. Après ses obsèques, trois jours plus tard, Berta déclara à la presse : « Je reste touchée et les bras m'en tombent. Qu'ils me mettent un autre bras, eux qui en ont la capacité, les chefs d'entreprise », regrettant la perte de sa sœur.